# Windsor (Massachusetts)
Windsor es un pueblo ubicado en el condado de Berkshire en el estado estadounidense de Massachusetts. En el Censo de 2010 tenía una población de 899 habitantes y una densidad poblacional de 9,87 personas por km².

## Geografía
Windsor se encuentra ubicado en las coordenadas 42°31′11″N 73°2′59″O / 42.51972, -73.04972. Según la Oficina del Censo de los Estados Unidos, Windsor tiene una superficie total de 91.08 km², de la cual 90.63 km² corresponden a tierra firme y (0.49%) 0.45 km² es agua.

## Demografía
Según el censo de 2010, había 899 personas residiendo en Windsor. La densidad de población era de 9,87 hab./km². De los 899 habitantes, Windsor estaba compuesto por el 96.11% blancos, el 0.67% eran afroamericanos, el 0.22% eran amerindios, el 0.56% eran asiáticos, el 0% eran isleños del Pacífico, el 0.11% eran de otras razas y el 2.34% pertenecían a dos o más razas. Del total de la población el 0.44% eran hispanos o latinos de cualquier raza.